# Carduinae
Carduinae (Cass.) Dumort., 1827 è una sottotribù di piante angiosperme dicotiledoni appartenenti alla famiglia delle Asteraceae.

## Etimologia
Il nome della sottotribù è stato preso dal genere (Carduus) il cui nome in latino significa “cardo” che a sua volta potrebbe derivare da una parola greca il cui significato si avvicina al nostro vocabolo “rapare”; ma altre ricerche farebbero derivare da un'altra radice, sempre greca, “ardis” (= “punta dello strale”), alludendo ovviamente alla spinosità delle piante di questo genere.

Il nome scientifico della sottotribù è stato definito per la prima volta dal conte Alexandre Henri Gabriel de Cassini (1781 – 1832), botanico e naturalista francese, nella pubblicazione "Journal de Physique, de Chemie, d'Histoire Naturelle et des Arts - 88: 155" del 1819, perfezionato poi dal botanico, naturalista e politico belga Barthélemy Charles Joseph Dumortier (Tournai, 3 aprile 1797 – 9 giugno 1878) nel 1827.

## Descrizione
Questa sottotribù comprende piante erbacee di tipo monocarpico, spinose (raramente non lo sono) perenni, biennali e annuali (meno spesso). Sono presenti anche habitus di tipo subarbustivo. Nelle radici sono sempre presenti dei condotti resinosi, meno frequenti nelle parti aeree; mentre solamente nelle parti aeree sono presenti delle cellule latticifere.
Le foglie sono picciolate (quelle basali) e sessili (quelle cauline); in molte specie le foglie sono decorrenti lungo il fusto e spesso quelle basali formano delle rosette. Lungo il caule sono disposte in modo alterno. La lamina nella maggioranza dei casi è divisa in segmenti con spina apicale ed ha delle forme da lanceolate a oblunghe (ma anche intere).
Le infiorescenze (composte da capolini) sono scapose o di tipo corimboso. I capolini contengono solo i fiori tubulosi i quali sono ermafroditi (capolini omogami). I capolini sono formati da un involucro a forma più o meno cilindrica composto da brattee (o squame) disposte su più serie all'interno delle quali un ricettacolo fa da base ai fiori tutti tubulosi. Le squame dell'involucro, di tipo fogliaceo o membranoso, sono disposte in modo embricato. In genere all'apice sono spinose (quelle più interne possiedono delle appendici rudimentali) con bordi variamente sagomati (fimbriati, lacerati o pettinati). Il ricettacolo, provvisto di pagliette a protezione della base dei fiori, può essere rivestito di pula (come il chicco del grano o del riso), oppure può essere setoloso, raramente è nudo (senza pagliette).
I fiori in genere sono tutti del tipo tubuloso. I fiori sono tetra-ciclici (ossia sono presenti 4 verticilli: calice – corolla – androceo – gineceo) e pentameri (ogni verticillo ha 5 elementi). I fiori sono ermafroditi e actinomorfi. Molto raramente sono presenti dei fiori periferici radiati e sterili.
- Formula fiorale:

- /x K {\displaystyle \infty }, [C (5), A (5)], G 2 (infero), achenio

- Calice: i sepali del calice sono ridotti ad una coroncina di squame.
- Corolla: la corolla in genere è colorata di porpora (ma anche rosso, rosa, violetto, bianco e raramente giallo).
- Androceo: gli stami sono 5 con filamenti liberi, distinti e papillosi (raramente sono glabri), mentre le antere sono saldate in un manicotto (o tubo) circondante lo stilo.[12]
- Gineceo: lo stilo è filiforme; gli stigmi dello stilo sono due divergenti. L'ovario è infero uniloculare formato da 2 carpelli.

Il frutto è un achenio con un pappo. Le forme possono essere obovoidi-fusiformi, compressi lateralmente, con aerole a inserzione diritta o laterale-abassiale. Il pericarpo dell'achenio possiede delle sclerificazioni radiali spesso provviste di protuberanze. Il pappo è inserito su una piastra apicale all'interno di una anello di tessuto parenchimatico. Le setole del pappo sono disposte su una o più serie e sono decidue come un pezzo unico.

## Biologia
- Impollinazione: l'impollinazione avviene tramite insetti (impollinazione entomogama tramite farfalle diurne e notturne).
- Riproduzione: la fecondazione avviene fondamentalmente tramite l'impollinazione dei fiori (vedi sopra).
- Dispersione: i semi (gli acheni) cadendo a terra sono successivamente dispersi soprattutto da insetti tipo formiche (disseminazione mirmecoria). In questo tipo di piante avviene anche un altro tipo di dispersione: zoocoria. Infatti gli uncini delle brattee dell'involucro si agganciano ai peli degli animali di passaggio disperdendo così anche su lunghe distanze i semi della pianta.

## Distribuzione e habitat
La distribuzione di questo gruppo è principalmente nell'area del Mediterraneo (dove sono spesso considerate erbe nocive come Carduus, Cirsium, Silybum e Notobasis) e secondariamente è cosmopolita. Il confine orientale dell'areale di questa sottotribù è segnato dalle catene montuose dell'Asia centrale. Pochi generi lo oltrepassano (Cirsium). Dall'altra parte del mondo (nell'America del Nord) alcuni generi sono presenti (ma tipicamente sono alieni).

## Tassonomia
La famiglia di appartenenza di questa voce (Asteraceae o Compositae, nomen conservandum) probabilmente originaria del Sud America, è la più numerosa del mondo vegetale, comprende oltre 23.000 specie distribuite su 1.535 generi, oppure 22.750 specie e 1.530 generi secondo altre fonti (una delle checklist più aggiornata elenca fino a 1.679 generi). La famiglia attualmente (2021) è divisa in 16 sottofamiglie.
La tribù Cardueae a sua volta è suddivisa in 12 sottotribù (la sottotribù Carduinae è una di queste).

### Filogenesi
La sottotribù Carduinae in precedenza era un raggruppamento parafiletico che presenta molte affinità con la sottotribù Centaureinae (sempre della tribù Cardueae); da alcuni studi si è propensi a considerare queste due sottotribù come appartenenti ad un unico raggruppamento monofiletico. Qui comunque vengono considerate separatamente. Successivi studi di tipo filogenetico (sia morfologici che analisi di tipo molecolare) avevano individuato i sette seguenti raggruppamenti alcuni corrispondenti a dei cladi ben definiti.
- "Xeranthemum Group", con i generi: Amphoricarpos, Chardinia, Siebera, Xeranthemum; ora inseriti nella sottotribù Xerantheminae.[9]
- Berardia & Staehelina, questi generi sono ora inseriti nella rispettive sottotribù Berardiinae e Staehelininae.[9]
- "Onopordum Group", con i generi: Ancathia, Alfredia, Lamyropappus, Olgaea, Onopordum, Synurus, Syreitschikoviae Xanthopappus; ora inseriti nella sottotribù Onopordinae.[9]
- "Cynara Group", con i generi: Cynara, Lamyropsis e Ptilostemon; ora inseriti nella presente sottotribù.[9]
- "Carduus-Cirsium Group", con i generi: Carduus, Cirsium, Galactites, Notobasis, Picnomon, Silybum e Tyrimnus; ora inseriti nella presente sottotribù.[9]
- "Arctium-Cousinia Group", con i generi: Arctium, Cousinia, Hypacanthium e Schmalhausenia; ora inseriti nella sottotribù Arctiinae.[9]
- "Jurinea-Saussurea Group", con i generi: Dolomiaea, Jurinea e Saussurea; ora inseriti nella sottotribù Saussureinae.[9]

Nell'ambito della tribù il gruppo delle "Carduinae" occupano una posizione centrale tra le sottotribù Onopordinae e Arctiinae.
Le date di divergenza per la sottotribù sono comprese circa tra i 22 e 7 milioni di anni fa. In particolare le divergenze si sono sviluppate nei seguenti tempi (il cronogramma è semplificato - i numeri indicano milioni di anni fa):
|  | Lamyropsis |
|  |            |
|  | Galactites |
|  |            |

| x14x | Notobasis |
|      | Notobasis |
| x11x | Picnomon  |
|      | Picnomon  |

|     | \| x9x \| Tyrimnus \| \| \| Tyrimnus \| \| x7x \| Carduus \| \| \| Carduus \| |
|     |                                                                               |
| x7x | Cirsium                                                                       |
|     | Cirsium                                                                       |
| x9x | Tyrimnus                                                                      |
|     | Tyrimnus                                                                      |
| x7x | Carduus                                                                       |
|     | Carduus                                                                       |

| x9x | Tyrimnus |
|     | Tyrimnus |
| x7x | Carduus  |
|     | Carduus  |

|     | \| x9x \| Tyrimnus \| \| \| Tyrimnus \| \| x7x \| Carduus \| \| \| Carduus \| |
|     |                                                                               |
| x7x | Cirsium                                                                       |
|     | Cirsium                                                                       |
| x9x | Tyrimnus                                                                      |
|     | Tyrimnus                                                                      |
| x7x | Carduus                                                                       |
|     | Carduus                                                                       |

| x9x | Tyrimnus |
|     | Tyrimnus |
| x7x | Carduus  |
|     | Carduus  |

| x14x | Notobasis |
|      | Notobasis |
| x11x | Picnomon  |
|      | Picnomon  |

|     | \| x9x \| Tyrimnus \| \| \| Tyrimnus \| \| x7x \| Carduus \| \| \| Carduus \| |
|     |                                                                               |
| x7x | Cirsium                                                                       |
|     | Cirsium                                                                       |
| x9x | Tyrimnus                                                                      |
|     | Tyrimnus                                                                      |
| x7x | Carduus                                                                       |
|     | Carduus                                                                       |

| x9x | Tyrimnus |
|     | Tyrimnus |
| x7x | Carduus  |
|     | Carduus  |

|     | \| x9x \| Tyrimnus \| \| \| Tyrimnus \| \| x7x \| Carduus \| \| \| Carduus \| |
|     |                                                                               |
| x7x | Cirsium                                                                       |
|     | Cirsium                                                                       |
| x9x | Tyrimnus                                                                      |
|     | Tyrimnus                                                                      |
| x7x | Carduus                                                                       |
|     | Carduus                                                                       |

| x9x | Tyrimnus |
|     | Tyrimnus |
| x7x | Carduus  |
|     | Carduus  |

|  | Lamyropsis |
|  |            |
|  | Galactites |
|  |            |

| x14x | Notobasis |
|      | Notobasis |
| x11x | Picnomon  |
|      | Picnomon  |

|     | \| x9x \| Tyrimnus \| \| \| Tyrimnus \| \| x7x \| Carduus \| \| \| Carduus \| |
|     |                                                                               |
| x7x | Cirsium                                                                       |
|     | Cirsium                                                                       |
| x9x | Tyrimnus                                                                      |
|     | Tyrimnus                                                                      |
| x7x | Carduus                                                                       |
|     | Carduus                                                                       |

| x9x | Tyrimnus |
|     | Tyrimnus |
| x7x | Carduus  |
|     | Carduus  |

|     | \| x9x \| Tyrimnus \| \| \| Tyrimnus \| \| x7x \| Carduus \| \| \| Carduus \| |
|     |                                                                               |
| x7x | Cirsium                                                                       |
|     | Cirsium                                                                       |
| x9x | Tyrimnus                                                                      |
|     | Tyrimnus                                                                      |
| x7x | Carduus                                                                       |
|     | Carduus                                                                       |

| x9x | Tyrimnus |
|     | Tyrimnus |
| x7x | Carduus  |
|     | Carduus  |

| x14x | Notobasis |
|      | Notobasis |
| x11x | Picnomon  |
|      | Picnomon  |

|     | \| x9x \| Tyrimnus \| \| \| Tyrimnus \| \| x7x \| Carduus \| \| \| Carduus \| |
|     |                                                                               |
| x7x | Cirsium                                                                       |
|     | Cirsium                                                                       |
| x9x | Tyrimnus                                                                      |
|     | Tyrimnus                                                                      |
| x7x | Carduus                                                                       |
|     | Carduus                                                                       |

| x9x | Tyrimnus |
|     | Tyrimnus |
| x7x | Carduus  |
|     | Carduus  |

|     | \| x9x \| Tyrimnus \| \| \| Tyrimnus \| \| x7x \| Carduus \| \| \| Carduus \| |
|     |                                                                               |
| x7x | Cirsium                                                                       |
|     | Cirsium                                                                       |
| x9x | Tyrimnus                                                                      |
|     | Tyrimnus                                                                      |
| x7x | Carduus                                                                       |
|     | Carduus                                                                       |

| x9x | Tyrimnus |
|     | Tyrimnus |
| x7x | Carduus  |
|     | Carduus  |

|  | Lamyropsis |
|  |            |
|  | Galactites |
|  |            |

| x14x | Notobasis |
|      | Notobasis |
| x11x | Picnomon  |
|      | Picnomon  |

|     | \| x9x \| Tyrimnus \| \| \| Tyrimnus \| \| x7x \| Carduus \| \| \| Carduus \| |
|     |                                                                               |
| x7x | Cirsium                                                                       |
|     | Cirsium                                                                       |
| x9x | Tyrimnus                                                                      |
|     | Tyrimnus                                                                      |
| x7x | Carduus                                                                       |
|     | Carduus                                                                       |

| x9x | Tyrimnus |
|     | Tyrimnus |
| x7x | Carduus  |
|     | Carduus  |

|     | \| x9x \| Tyrimnus \| \| \| Tyrimnus \| \| x7x \| Carduus \| \| \| Carduus \| |
|     |                                                                               |
| x7x | Cirsium                                                                       |
|     | Cirsium                                                                       |
| x9x | Tyrimnus                                                                      |
|     | Tyrimnus                                                                      |
| x7x | Carduus                                                                       |
|     | Carduus                                                                       |

| x9x | Tyrimnus |
|     | Tyrimnus |
| x7x | Carduus  |
|     | Carduus  |

| x14x | Notobasis |
|      | Notobasis |
| x11x | Picnomon  |
|      | Picnomon  |

|     | \| x9x \| Tyrimnus \| \| \| Tyrimnus \| \| x7x \| Carduus \| \| \| Carduus \| |
|     |                                                                               |
| x7x | Cirsium                                                                       |
|     | Cirsium                                                                       |
| x9x | Tyrimnus                                                                      |
|     | Tyrimnus                                                                      |
| x7x | Carduus                                                                       |
|     | Carduus                                                                       |

| x9x | Tyrimnus |
|     | Tyrimnus |
| x7x | Carduus  |
|     | Carduus  |

|     | \| x9x \| Tyrimnus \| \| \| Tyrimnus \| \| x7x \| Carduus \| \| \| Carduus \| |
|     |                                                                               |
| x7x | Cirsium                                                                       |
|     | Cirsium                                                                       |
| x9x | Tyrimnus                                                                      |
|     | Tyrimnus                                                                      |
| x7x | Carduus                                                                       |
|     | Carduus                                                                       |

| x9x | Tyrimnus |
|     | Tyrimnus |
| x7x | Carduus  |
|     | Carduus  |

|  | Lamyropsis |
|  |            |
|  | Galactites |
|  |            |

| x14x | Notobasis |
|      | Notobasis |
| x11x | Picnomon  |
|      | Picnomon  |

|     | \| x9x \| Tyrimnus \| \| \| Tyrimnus \| \| x7x \| Carduus \| \| \| Carduus \| |
|     |                                                                               |
| x7x | Cirsium                                                                       |
|     | Cirsium                                                                       |
| x9x | Tyrimnus                                                                      |
|     | Tyrimnus                                                                      |
| x7x | Carduus                                                                       |
|     | Carduus                                                                       |

| x9x | Tyrimnus |
|     | Tyrimnus |
| x7x | Carduus  |
|     | Carduus  |

|     | \| x9x \| Tyrimnus \| \| \| Tyrimnus \| \| x7x \| Carduus \| \| \| Carduus \| |
|     |                                                                               |
| x7x | Cirsium                                                                       |
|     | Cirsium                                                                       |
| x9x | Tyrimnus                                                                      |
|     | Tyrimnus                                                                      |
| x7x | Carduus                                                                       |
|     | Carduus                                                                       |

| x9x | Tyrimnus |
|     | Tyrimnus |
| x7x | Carduus  |
|     | Carduus  |

| x14x | Notobasis |
|      | Notobasis |
| x11x | Picnomon  |
|      | Picnomon  |

|     | \| x9x \| Tyrimnus \| \| \| Tyrimnus \| \| x7x \| Carduus \| \| \| Carduus \| |
|     |                                                                               |
| x7x | Cirsium                                                                       |
|     | Cirsium                                                                       |
| x9x | Tyrimnus                                                                      |
|     | Tyrimnus                                                                      |
| x7x | Carduus                                                                       |
|     | Carduus                                                                       |

| x9x | Tyrimnus |
|     | Tyrimnus |
| x7x | Carduus  |
|     | Carduus  |

|     | \| x9x \| Tyrimnus \| \| \| Tyrimnus \| \| x7x \| Carduus \| \| \| Carduus \| |
|     |                                                                               |
| x7x | Cirsium                                                                       |
|     | Cirsium                                                                       |
| x9x | Tyrimnus                                                                      |
|     | Tyrimnus                                                                      |
| x7x | Carduus                                                                       |
|     | Carduus                                                                       |

| x9x | Tyrimnus |
|     | Tyrimnus |
| x7x | Carduus  |
|     | Carduus  |

|  | Lamyropsis |
|  |            |
|  | Galactites |
|  |            |

| x14x | Notobasis |
|      | Notobasis |
| x11x | Picnomon  |
|      | Picnomon  |

|     | \| x9x \| Tyrimnus \| \| \| Tyrimnus \| \| x7x \| Carduus \| \| \| Carduus \| |
|     |                                                                               |
| x7x | Cirsium                                                                       |
|     | Cirsium                                                                       |
| x9x | Tyrimnus                                                                      |
|     | Tyrimnus                                                                      |
| x7x | Carduus                                                                       |
|     | Carduus                                                                       |

| x9x | Tyrimnus |
|     | Tyrimnus |
| x7x | Carduus  |
|     | Carduus  |

|     | \| x9x \| Tyrimnus \| \| \| Tyrimnus \| \| x7x \| Carduus \| \| \| Carduus \| |
|     |                                                                               |
| x7x | Cirsium                                                                       |
|     | Cirsium                                                                       |
| x9x | Tyrimnus                                                                      |
|     | Tyrimnus                                                                      |
| x7x | Carduus                                                                       |
|     | Carduus                                                                       |

| x9x | Tyrimnus |
|     | Tyrimnus |
| x7x | Carduus  |
|     | Carduus  |

| x14x | Notobasis |
|      | Notobasis |
| x11x | Picnomon  |
|      | Picnomon  |

|     | \| x9x \| Tyrimnus \| \| \| Tyrimnus \| \| x7x \| Carduus \| \| \| Carduus \| |
|     |                                                                               |
| x7x | Cirsium                                                                       |
|     | Cirsium                                                                       |
| x9x | Tyrimnus                                                                      |
|     | Tyrimnus                                                                      |
| x7x | Carduus                                                                       |
|     | Carduus                                                                       |

| x9x | Tyrimnus |
|     | Tyrimnus |
| x7x | Carduus  |
|     | Carduus  |

|     | \| x9x \| Tyrimnus \| \| \| Tyrimnus \| \| x7x \| Carduus \| \| \| Carduus \| |
|     |                                                                               |
| x7x | Cirsium                                                                       |
|     | Cirsium                                                                       |
| x9x | Tyrimnus                                                                      |
|     | Tyrimnus                                                                      |
| x7x | Carduus                                                                       |
|     | Carduus                                                                       |

| x9x | Tyrimnus |
|     | Tyrimnus |
| x7x | Carduus  |
|     | Carduus  |

|  | Lamyropsis |
|  |            |
|  | Galactites |
|  |            |

| x14x | Notobasis |
|      | Notobasis |
| x11x | Picnomon  |
|      | Picnomon  |

|     | \| x9x \| Tyrimnus \| \| \| Tyrimnus \| \| x7x \| Carduus \| \| \| Carduus \| |
|     |                                                                               |
| x7x | Cirsium                                                                       |
|     | Cirsium                                                                       |
| x9x | Tyrimnus                                                                      |
|     | Tyrimnus                                                                      |
| x7x | Carduus                                                                       |
|     | Carduus                                                                       |

| x9x | Tyrimnus |
|     | Tyrimnus |
| x7x | Carduus  |
|     | Carduus  |

|     | \| x9x \| Tyrimnus \| \| \| Tyrimnus \| \| x7x \| Carduus \| \| \| Carduus \| |
|     |                                                                               |
| x7x | Cirsium                                                                       |
|     | Cirsium                                                                       |
| x9x | Tyrimnus                                                                      |
|     | Tyrimnus                                                                      |
| x7x | Carduus                                                                       |
|     | Carduus                                                                       |

| x9x | Tyrimnus |
|     | Tyrimnus |
| x7x | Carduus  |
|     | Carduus  |

| x14x | Notobasis |
|      | Notobasis |
| x11x | Picnomon  |
|      | Picnomon  |

|     | \| x9x \| Tyrimnus \| \| \| Tyrimnus \| \| x7x \| Carduus \| \| \| Carduus \| |
|     |                                                                               |
| x7x | Cirsium                                                                       |
|     | Cirsium                                                                       |
| x9x | Tyrimnus                                                                      |
|     | Tyrimnus                                                                      |
| x7x | Carduus                                                                       |
|     | Carduus                                                                       |

| x9x | Tyrimnus |
|     | Tyrimnus |
| x7x | Carduus  |
|     | Carduus  |

|     | \| x9x \| Tyrimnus \| \| \| Tyrimnus \| \| x7x \| Carduus \| \| \| Carduus \| |
|     |                                                                               |
| x7x | Cirsium                                                                       |
|     | Cirsium                                                                       |
| x9x | Tyrimnus                                                                      |
|     | Tyrimnus                                                                      |
| x7x | Carduus                                                                       |
|     | Carduus                                                                       |

| x9x | Tyrimnus |
|     | Tyrimnus |
| x7x | Carduus  |
|     | Carduus  |

|  | Lamyropsis |
|  |            |
|  | Galactites |
|  |            |

| x14x | Notobasis |
|      | Notobasis |
| x11x | Picnomon  |
|      | Picnomon  |

|     | \| x9x \| Tyrimnus \| \| \| Tyrimnus \| \| x7x \| Carduus \| \| \| Carduus \| |
|     |                                                                               |
| x7x | Cirsium                                                                       |
|     | Cirsium                                                                       |
| x9x | Tyrimnus                                                                      |
|     | Tyrimnus                                                                      |
| x7x | Carduus                                                                       |
|     | Carduus                                                                       |

| x9x | Tyrimnus |
|     | Tyrimnus |
| x7x | Carduus  |
|     | Carduus  |

|     | \| x9x \| Tyrimnus \| \| \| Tyrimnus \| \| x7x \| Carduus \| \| \| Carduus \| |
|     |                                                                               |
| x7x | Cirsium                                                                       |
|     | Cirsium                                                                       |
| x9x | Tyrimnus                                                                      |
|     | Tyrimnus                                                                      |
| x7x | Carduus                                                                       |
|     | Carduus                                                                       |

| x9x | Tyrimnus |
|     | Tyrimnus |
| x7x | Carduus  |
|     | Carduus  |

| x14x | Notobasis |
|      | Notobasis |
| x11x | Picnomon  |
|      | Picnomon  |

|     | \| x9x \| Tyrimnus \| \| \| Tyrimnus \| \| x7x \| Carduus \| \| \| Carduus \| |
|     |                                                                               |
| x7x | Cirsium                                                                       |
|     | Cirsium                                                                       |
| x9x | Tyrimnus                                                                      |
|     | Tyrimnus                                                                      |
| x7x | Carduus                                                                       |
|     | Carduus                                                                       |

| x9x | Tyrimnus |
|     | Tyrimnus |
| x7x | Carduus  |
|     | Carduus  |

|     | \| x9x \| Tyrimnus \| \| \| Tyrimnus \| \| x7x \| Carduus \| \| \| Carduus \| |
|     |                                                                               |
| x7x | Cirsium                                                                       |
|     | Cirsium                                                                       |
| x9x | Tyrimnus                                                                      |
|     | Tyrimnus                                                                      |
| x7x | Carduus                                                                       |
|     | Carduus                                                                       |

| x9x | Tyrimnus |
|     | Tyrimnus |
| x7x | Carduus  |
|     | Carduus  |

|  | Lamyropsis |
|  |            |
|  | Galactites |
|  |            |

| x14x | Notobasis |
|      | Notobasis |
| x11x | Picnomon  |
|      | Picnomon  |

|     | \| x9x \| Tyrimnus \| \| \| Tyrimnus \| \| x7x \| Carduus \| \| \| Carduus \| |
|     |                                                                               |
| x7x | Cirsium                                                                       |
|     | Cirsium                                                                       |
| x9x | Tyrimnus                                                                      |
|     | Tyrimnus                                                                      |
| x7x | Carduus                                                                       |
|     | Carduus                                                                       |

| x9x | Tyrimnus |
|     | Tyrimnus |
| x7x | Carduus  |
|     | Carduus  |

|     | \| x9x \| Tyrimnus \| \| \| Tyrimnus \| \| x7x \| Carduus \| \| \| Carduus \| |
|     |                                                                               |
| x7x | Cirsium                                                                       |
|     | Cirsium                                                                       |
| x9x | Tyrimnus                                                                      |
|     | Tyrimnus                                                                      |
| x7x | Carduus                                                                       |
|     | Carduus                                                                       |

| x9x | Tyrimnus |
|     | Tyrimnus |
| x7x | Carduus  |
|     | Carduus  |

| x14x | Notobasis |
|      | Notobasis |
| x11x | Picnomon  |
|      | Picnomon  |

|     | \| x9x \| Tyrimnus \| \| \| Tyrimnus \| \| x7x \| Carduus \| \| \| Carduus \| |
|     |                                                                               |
| x7x | Cirsium                                                                       |
|     | Cirsium                                                                       |
| x9x | Tyrimnus                                                                      |
|     | Tyrimnus                                                                      |
| x7x | Carduus                                                                       |
|     | Carduus                                                                       |

| x9x | Tyrimnus |
|     | Tyrimnus |
| x7x | Carduus  |
|     | Carduus  |

|     | \| x9x \| Tyrimnus \| \| \| Tyrimnus \| \| x7x \| Carduus \| \| \| Carduus \| |
|     |                                                                               |
| x7x | Cirsium                                                                       |
|     | Cirsium                                                                       |
| x9x | Tyrimnus                                                                      |
|     | Tyrimnus                                                                      |
| x7x | Carduus                                                                       |
|     | Carduus                                                                       |

| x9x | Tyrimnus |
|     | Tyrimnus |
| x7x | Carduus  |
|     | Carduus  |

I numeri cromosomici delle specie di questo gruppo sono: 2n = 16, 18, 20, 22, 32 e 34.

#### Carduus-Cirsium group
All'interno della sottotribù rimane ancora individuato il "Carduus-Cirsium Group". Questo gruppo, comprendente 6 generi e 460 specie distribuite soprattutto nella regione mediterranea, è caratterizzato da piante erbacee spinose (raramente senza spine) a ciclo biologico annuale, bienne e perenne. Le foglie sono decorrenti e spesso i fusti sono alati. I capolini sono caratterizzati da fiori omogamici (raramente quelli esterni sono sterili). Il colore delle corolle è generalmente porpora, ma anche giallo o bianco (meno spesso giallo). Le antere hanno delle corte code con filamenti papillosi. I frutti acheni hanno una superficie liscia e sono strettamente ob-ovoidi, ob-lunghi o orbicolati.
La tabella seguente evidenzia alcuni caratteri specifici dei vari generi del gruppo:
| Genere | Elaisomi | Pericarpo         | Anello apicale dell'achenio     | Apice delle brattee involucrali                | Filamenti degli stami | Fiori periferici      | Cellule epidermiche dorsali dei lobi della corolla | Faccia adassiale delle foglie | Parte cilindrica basale del pappo |
| --- | -------- | ----------------- | ------------------------------- | ---------------------------------------------- | --------------------- | --------------------- | -------------------------------------------------- | ----------------------------- | --------------------------------- |
| Carduus | Presenti | 10-15 scanalature | Poco sviluppato                 | Intero con spine                               | Distinti              | Ermafroditi           | Ondulate                                           | Priva di setole rigide        | Priva di sfrange                  |
| Cirsium | Presenti | 4 linee           | Da poco a mediamente sviluppato | Intero con spine talvolta i margini sono erosi | Distinti              | Ermafroditi o sterili | Diritte                                            | Spinosa                       | Priva di sfrange                  |
| Notobasis | Assenti  | 4 linee           | Assente                         | Intero con spine                               | Distinti              | Ermafroditi           | Diritte                                            | Priva di setole rigide        | Sfrangiata                        |
| Picnomon | Presenti | 4 linee           | Poco sviluppato                 | Diviso in modo pennato e deflesso              | Distinti              | Ermafroditi           | Diritte                                            | Priva di setole rigide        | Priva di sfrange                  |
| Stylibum | Presenti | 4 linee           | Poco sviluppato                 | Pennato e lobata alla base                     | Monadelfi             | Ermafroditi           | Ondulate                                           | Priva di setole rigide        | Sfrangiata                        |
| Tyrimnus | Presenti | 4 linee           | Molto sviluppato                | Intero con spine                               | Monadelfi             | Sterili               | Ondulate                                           | Priva di setole rigide        | Sfrangiata                        |
| Legenda e note alla tabella - elaisomi: sostanze che si trovano apicalmente sugli acheni, sono ricche di grassi, proteine e zuccheri e svolgono un ruolo molto importante per la dispersione dei semi tramite le formiche; - pericarpo: parte esterna dell'achenio provvisto di creste (linee) e scanalature longitudinali; - anello apicale: (o corona) parte sommitale dell'achenio generalmente adibita all'inserzione del pappo; - filamenti degli stami monadelfi: sono saldati in unico fascio che possono eventualmente formare un tubo che avvolge il pistillo; - Ermafroditi: i fiori portano gli organi sessuali sia maschili che femminili (sterili = in genere hanno solo organi sessuali maschili); Nota: in questa tabella il genere Cirsium include il Carduus subg. Afrocarduus Kazmi; mentre il genere Eriolepis Cass. è incluso in Cirsium sect. Epitrachys (DC. ex Duby) K.Koch. |          |                   |                                 |                                                |                       |                       |                                                    |                               |                                   |

La monofilia del ”Carduus-Cirsium group” è ben dimostrata e viene considerato come un ”gruppo naturale” (da un punto di vista strettamente cladistico all'interno è polifiletico) in quanto la delimitazione dei due generi più grandi (Carduus e Cirsium) è ancora problematica. Il gruppo si presenta formato da due subcladi principali. Il subclade "One" è formato dal genere Notobasis in posizione "basale" e dal "gruppo fratello" formato dai generi Picnomon e Cirsium (quest'ultimo con la sect. Epitrachys  (DC. ex Duby) K.Koch = Eriolepis Cass., 1823, proposta per una nuova configurazione genetica); e il subclade "Two" formato dai generi Tyrimnus, Carduus e il resto del genere Cirsium, mentre il genere Silybum è in posizione basale. In questo secondo clade sono incluse due specie africane (C. keniensis e C. nyassanus comprese nella subg. Afrocarduus Kazmi del genere Carduus) più vicine, da un punto di vista filogenetico, al genere Cirsium.
I tempi stimati per le divergenze evolutive sono i seguenti:
- Carduus-Cirsium Gropu: 20,2 milioni di anni fa;
- subclade "One" (Notobasis, Picnomon, Cirsium sect. Epitrachys): 14,3 milioni di anni fa;
- cubclade "Two" (Silybum, Tyrimnus, Carduus e Cirsium): 14,1 milioni di anni fa;
- divergenza tra il Cirsium europeo e quello africano: circa 10 milioni di anni fa;
- ultima divergenza tra Cirsium arvense e il gruppo Nord Americano di Cirsium: circa 7 milioni di anni fa;

Il cladogramma a lato, tratto dallo studio citato e semplificato, mostra l'attuale conoscenza del gruppo Carduus-Cirsium Group. In colore sono indicate le linee filetiche in fase di aggiornamento tassonomico.
|  | Cirsium                   |
|  |                           |
|  | Carduus subg. Afrocarduus |
|  |                           |

|  | Carduus  |
|  |          |
|  | Tyrimnus |
|  |          |

|  | Cirsium                   |
|  |                           |
|  | Carduus subg. Afrocarduus |
|  |                           |

|  | Carduus  |
|  |          |
|  | Tyrimnus |
|  |          |

|  | Cirsium                   |
|  |                           |
|  | Carduus subg. Afrocarduus |
|  |                           |

|  | Carduus  |
|  |          |
|  | Tyrimnus |
|  |          |

|  | Cirsium                   |
|  |                           |
|  | Carduus subg. Afrocarduus |
|  |                           |

|  | Carduus  |
|  |          |
|  | Tyrimnus |
|  |          |

|  | \| \| Cirsium sect. Epitrachys (= Eriolepis) \| \| \| \| \| \| Picnomon \| \| \| \| |
|  |                                                                                     |
|  | Notobasis                                                                           |
|  |                                                                                     |
|  | Cirsium sect. Epitrachys (= Eriolepis)                                              |
|  |                                                                                     |
|  | Picnomon                                                                            |
|  |                                                                                     |

|  | Cirsium sect. Epitrachys (= Eriolepis) |
|  |                                        |
|  | Picnomon                               |
|  |                                        |

|  | Cirsium                   |
|  |                           |
|  | Carduus subg. Afrocarduus |
|  |                           |

|  | Carduus  |
|  |          |
|  | Tyrimnus |
|  |          |

|  | Cirsium                   |
|  |                           |
|  | Carduus subg. Afrocarduus |
|  |                           |

|  | Carduus  |
|  |          |
|  | Tyrimnus |
|  |          |

|  | Cirsium                   |
|  |                           |
|  | Carduus subg. Afrocarduus |
|  |                           |

|  | Carduus  |
|  |          |
|  | Tyrimnus |
|  |          |

|  | Cirsium                   |
|  |                           |
|  | Carduus subg. Afrocarduus |
|  |                           |

|  | Carduus  |
|  |          |
|  | Tyrimnus |
|  |          |

|  | \| \| Cirsium sect. Epitrachys (= Eriolepis) \| \| \| \| \| \| Picnomon \| \| \| \| |
|  |                                                                                     |
|  | Notobasis                                                                           |
|  |                                                                                     |
|  | Cirsium sect. Epitrachys (= Eriolepis)                                              |
|  |                                                                                     |
|  | Picnomon                                                                            |
|  |                                                                                     |

|  | Cirsium sect. Epitrachys (= Eriolepis) |
|  |                                        |
|  | Picnomon                               |
|  |                                        |

### Generi della sottotribù
La sottotribù attualmente comprende 10 generi con 566 specie:
| Genere                               | N. specie                      | Distribuzione                                                         |
| ------------------------------------ | ------------------------------ | --------------------------------------------------------------------- |
| Carduus L., 1753                     | 92 spp.                        | Eurasia (soprattutto la regione mediterranea compreso il Nord Africa) |
| Cirsium Mill., 1754                  | 435 spp.                       | Cosmopolita (soprattutto nell'emisfero boreale)                       |
| Cynara L., 1753                      | 10 spp.                        | Mediterraneo                                                          |
| Lamyropsis (Kharadze) Dittrich, 1971 | 6 spp.                         | Mediterraneo e Caucaso                                                |
| Ptilostemon Cass., 1816              | 15 spp.                        | Mediterraneo                                                          |
| Galactites Moench, 1794              | 3 spp.                         | Mediterraneo                                                          |
| Notobasis (Cass.) Cass., 1822        | 1 sp. (N. syriaca (L.) Cass. ) | Mediterraneo                                                          |
| Picnomon Adans., 1763                | 1 sp. (P. acarna (L.) Cass. )  | Mediterraneo                                                          |
| Silybum Vaill., 1754                 | 2 spp.                         | Mediterraneo                                                          |
| Tyrimnus Cass., 1818                 | 1 sp. (T. leucographus Cass. ) | Mediterraneo                                                          |

### Flora spontane italiana
Specie presenti nella flora spontanea italiana:
- Carduus: circa 18 specie.
- Cirsium: circa 30 specie.
- Cynara: una specie (Cynara cardunculus L.)
- Lamyropsis: una specie (Lamyropsis microcephala (Moris) Dittrich & Greuter, 1972)
- Ptilostemon: 5 specie.
- Galactites: una specie (Galactites tomentosus Moench, 1794)
- Notobasis: una specie (Notobasis syriaca (L.) Cass. )
- Picnomon: una specie (Picnomon acarna  (L.) Cass. )
- Silybum: una specie (Silybum marianum (L.) Gaertn., 1791)
- Tyrimnus: una specie (Tyrimnus leucographus (L.) Cass.)

### Alcune specie

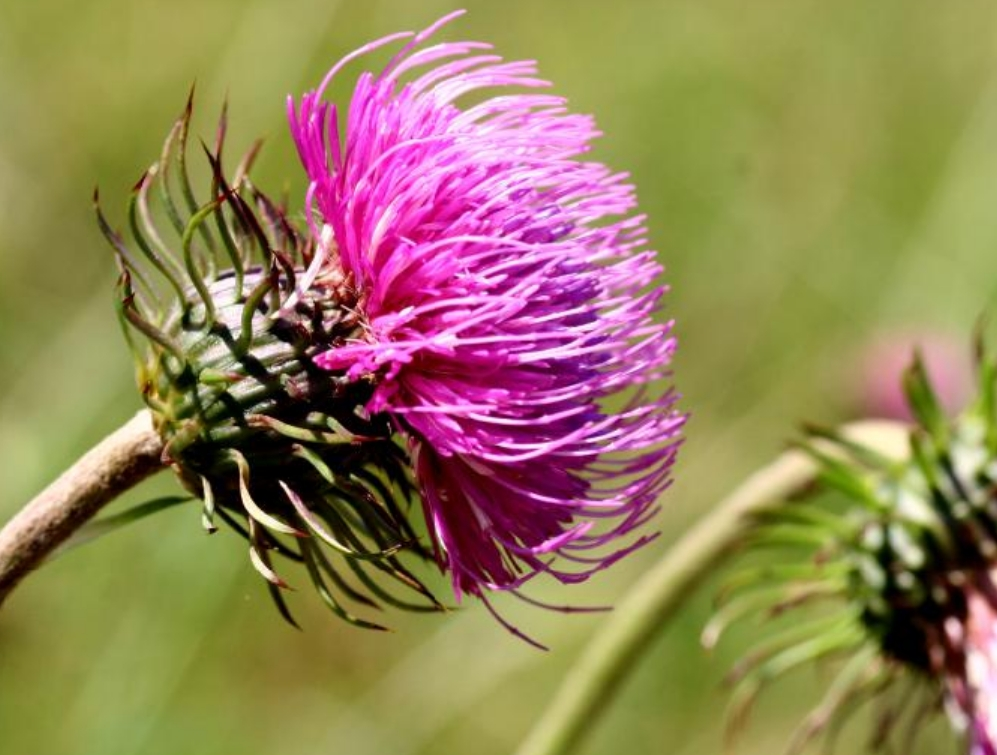
Carduus defloratus
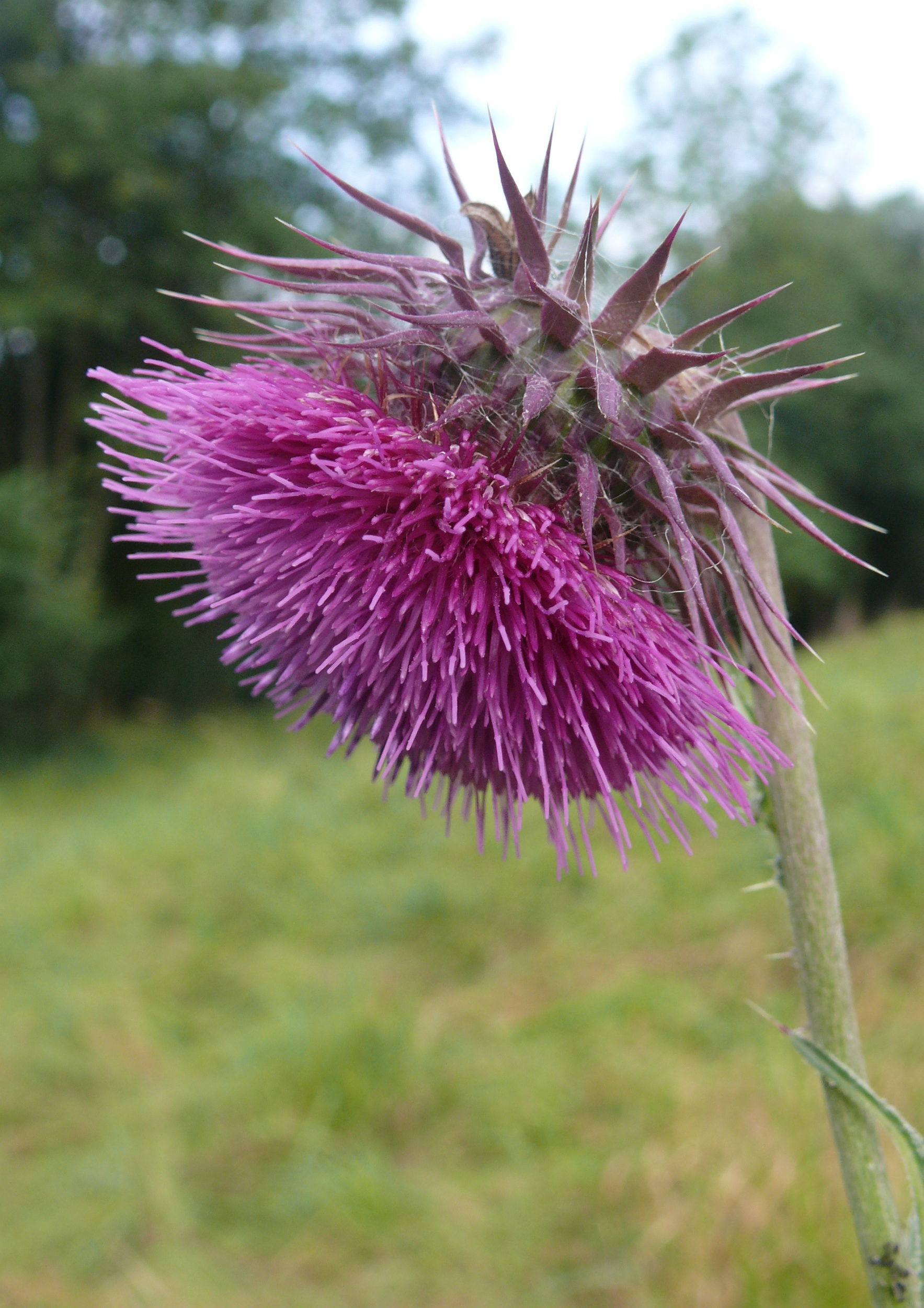
Carduus nutans
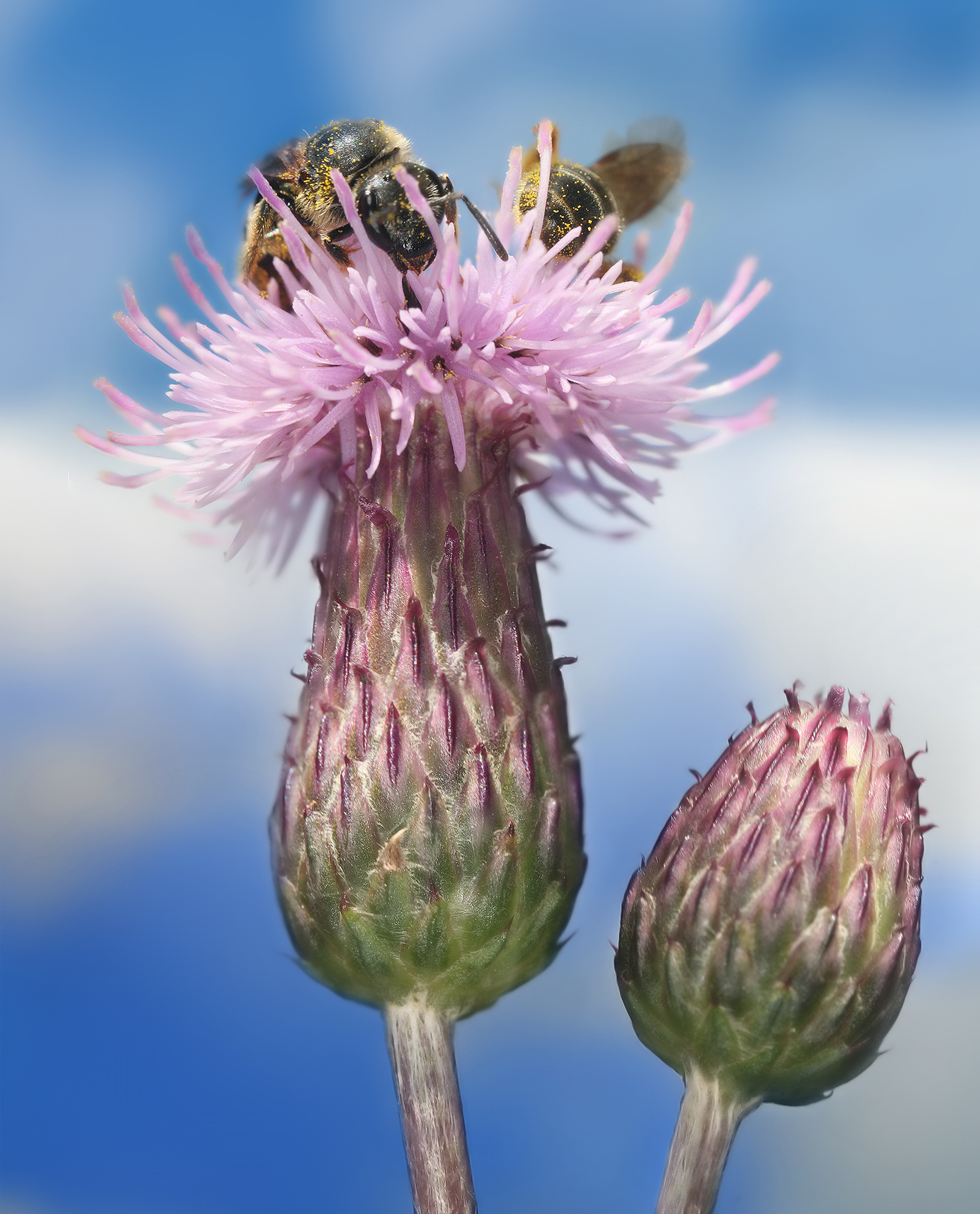
Cirsium arvense
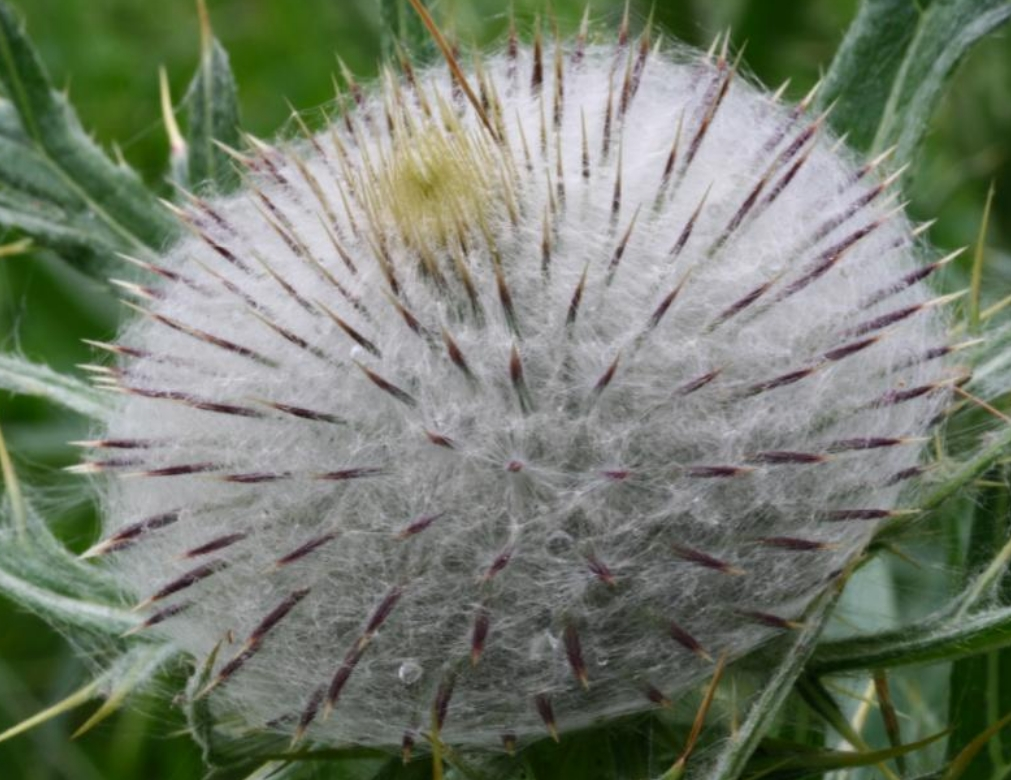
Cirsium eriophorum
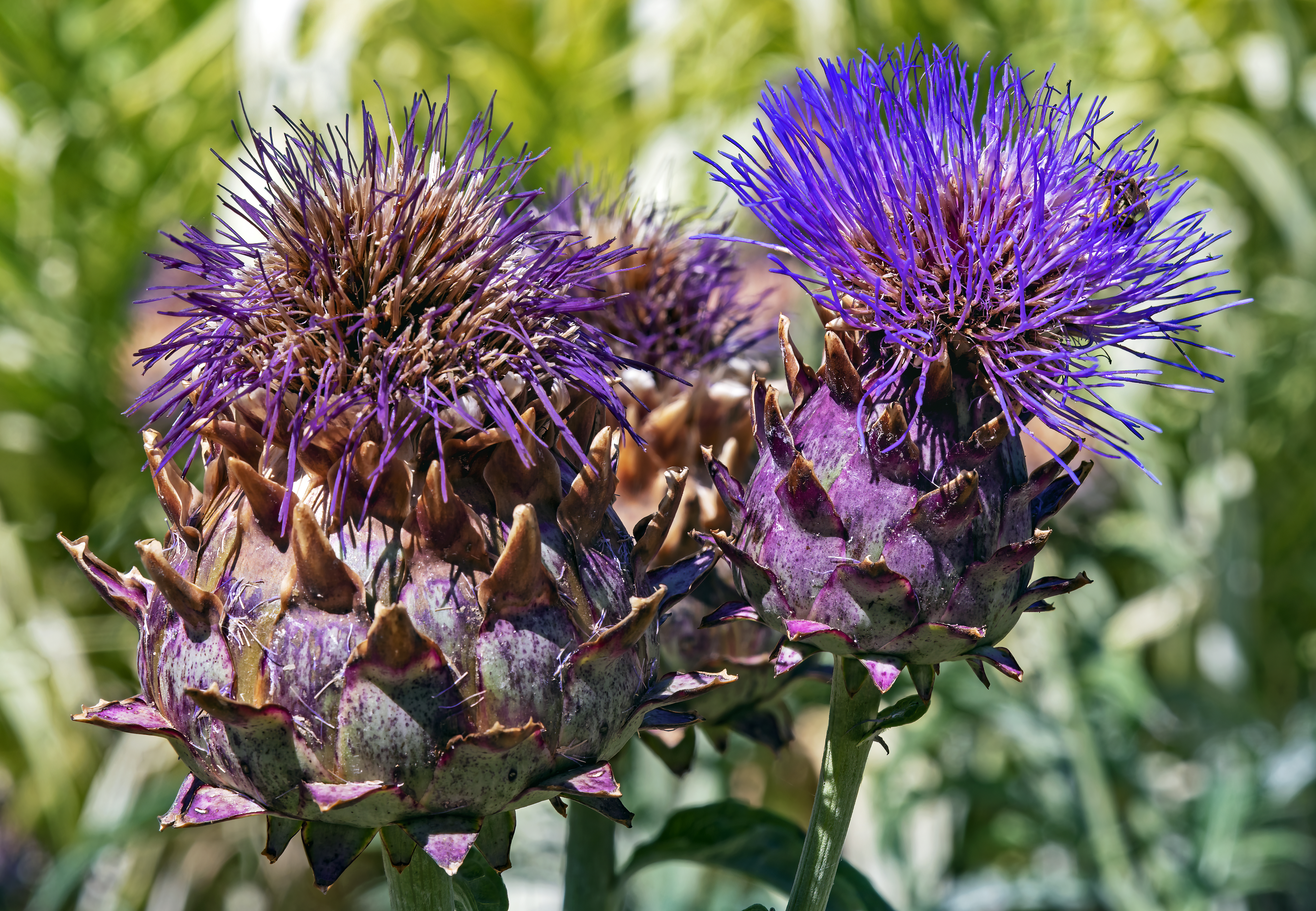
Cynara cardunculus
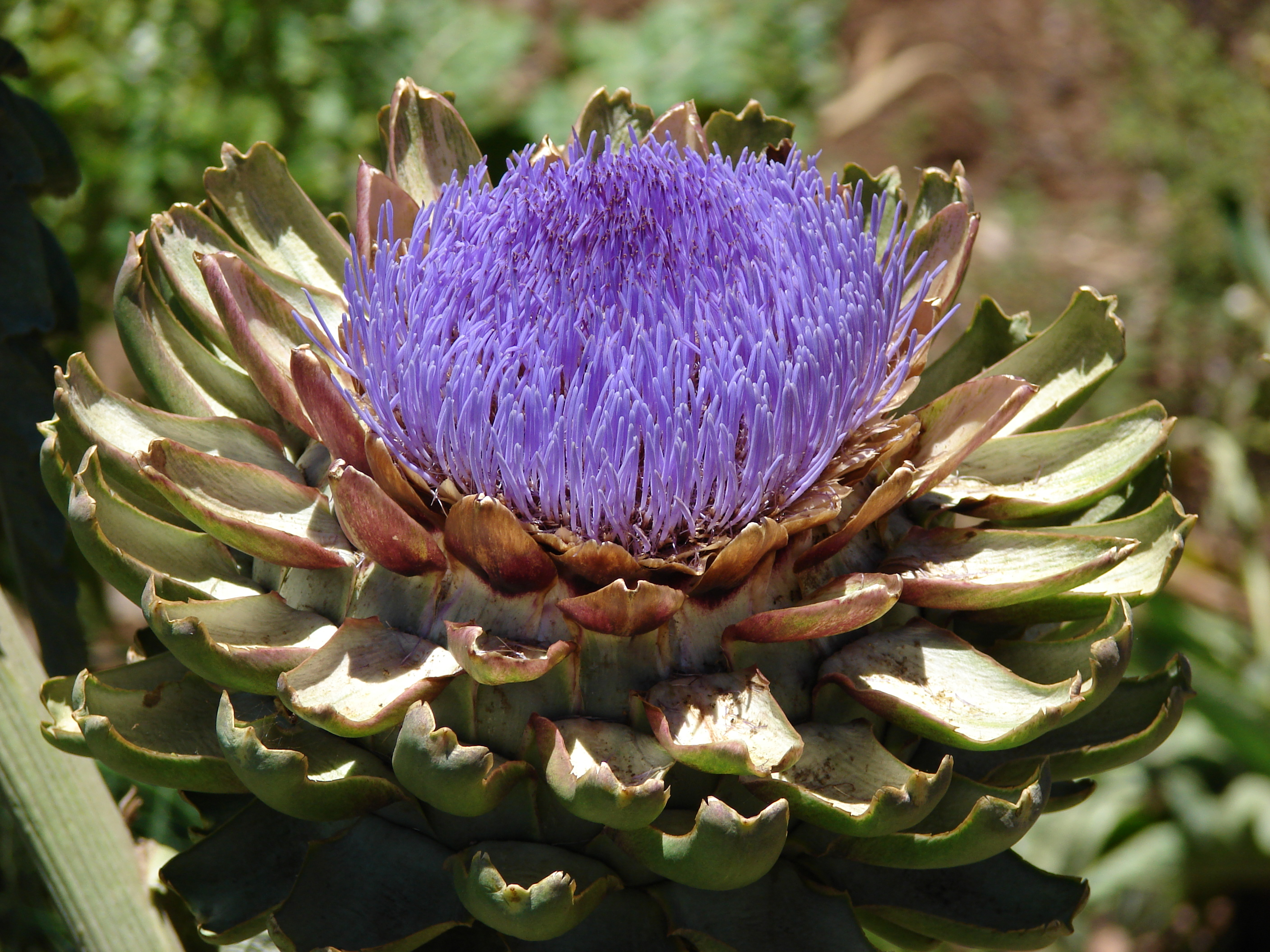
Cynara scolymus
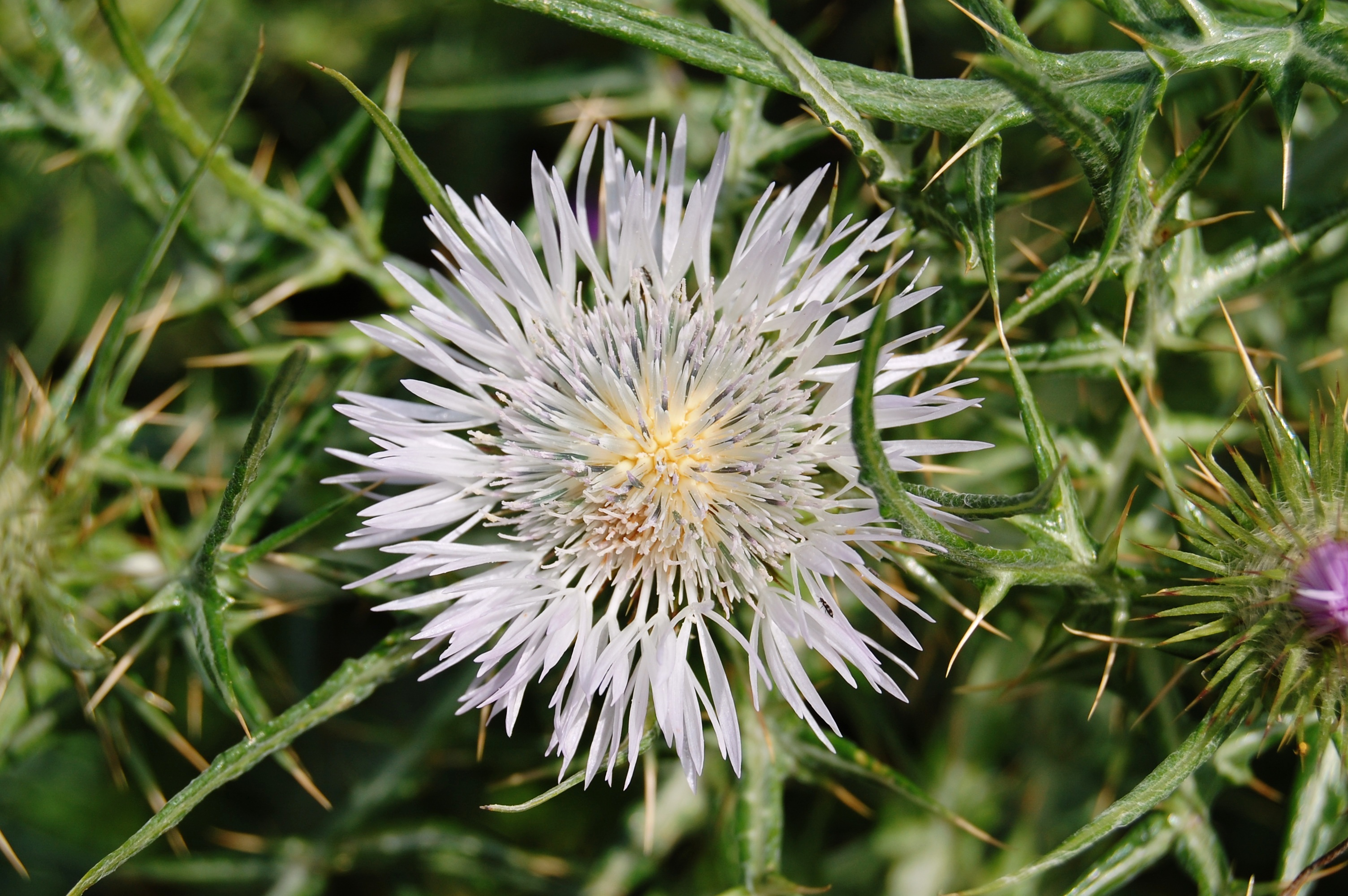
Galactites tomentosa
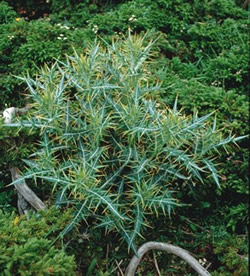
Lamyropsis microcephala
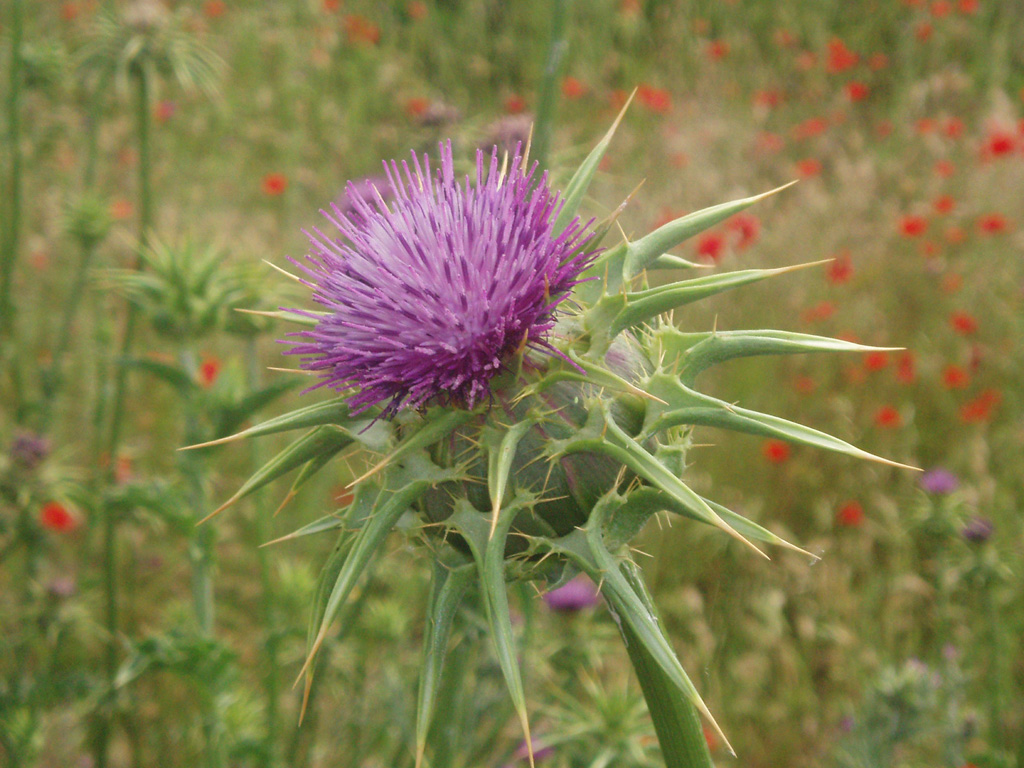
Silybum marianum